# Lindner Hotels

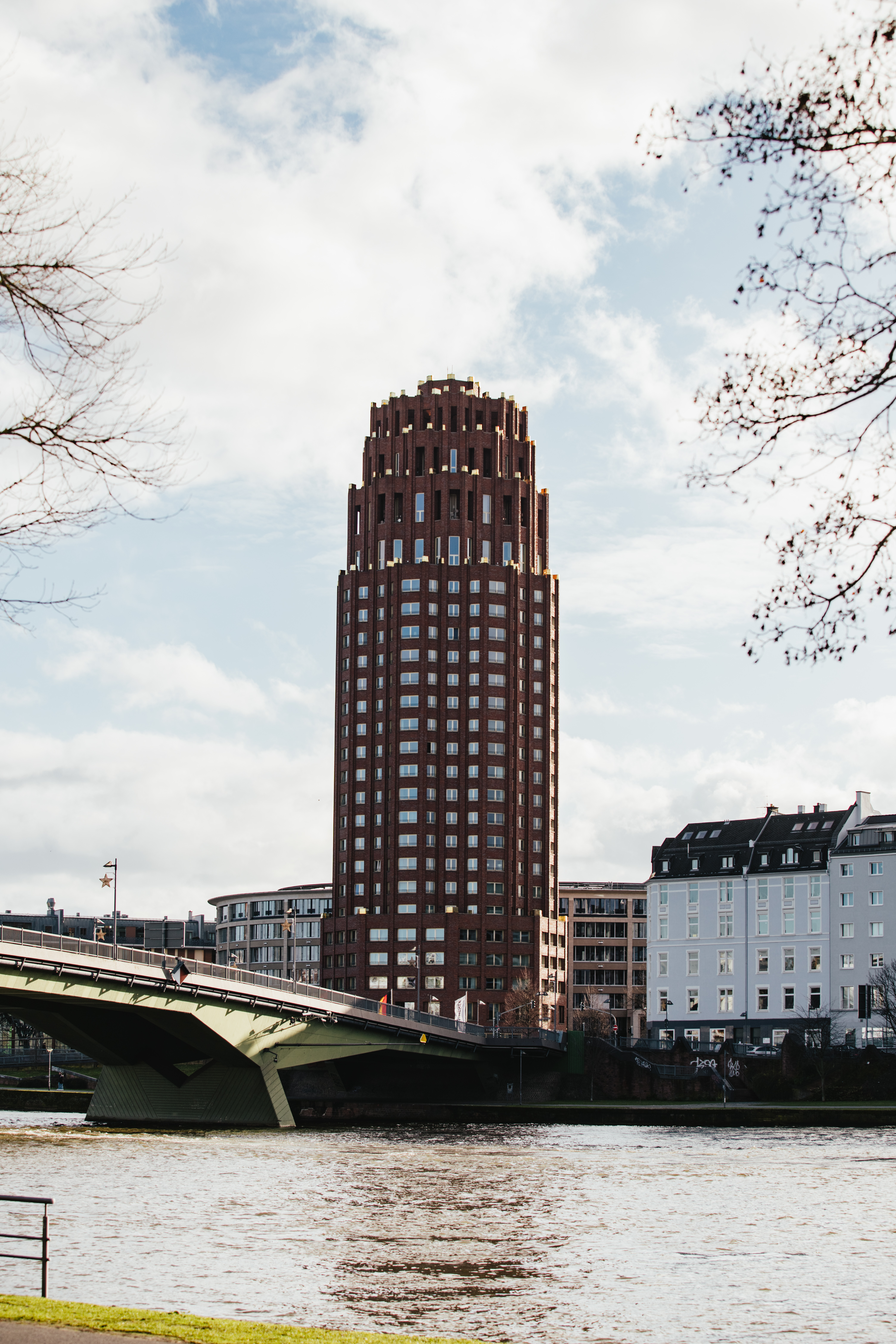
Lindner Hotel & Residence Main Plaza in Frankfurt am Main

Die Lindner Hotels AG ist ein familiengeführtes Hotelunternehmen mit Sitz in Düsseldorf, das in Europa mehr als 30 Hotels unter den Markennamen „Lindner Hotels & Resorts“ betreibt. Im Oktober 2022 gab das Unternehmen eine strategische Vertriebs- und Marketingpartnerschaft (Franchise) mit der Hyatt Hotels Corporation bekannt, die Hotels wurden Teil der JdV by Hyatt Kollektion. Die Lindner Hotels AG bleibt dabei ein eigenständiges Unternehmen. Bis Juni 2024 gehörte auch die Marke "me and all Hotels" zu Lindner, wurde dann jedoch vollständig an Hyatt verkauft. Die Lindner Hotels AG meldete am 17. Dezember 2024 Insolvenz in Eigenverwaltung an. Grund dafür seien stark gestiegene Kosten.

## Überblick
Die Lindner Hotels AG ist als Entwickler, Betreiber, Eigentümer und Investor im Hotellerie-Segment aktiv. Das Unternehmen verfügt (Stand Ende 2022) über 30 Hotels in sieben europäischen Ländern. Zwei Hotels an den Standorten Stuttgart und Leipzig befinden sich aktuell im Bau. Außerdem betreibt die Gruppe fünf Boardinghäuser in Deutschland. 
Zu den Lindner-Hotels zählen Business- und Congress-Hotels, Wellness- und Golf-Resorts und ein Ferienpark. Sie liegen in Deutschland, Österreich, der Schweiz, Belgien, Spanien, der Slowakei und der Tschechischen Republik.
Insgesamt bietet das Unternehmen nach eigenen Angaben rund 5.082 Zimmer (nach Bauende knapp 5500 Zimmer) und beschäftigt ca. 1500 Mitarbeiter in Europa. Alle Hotels, die zum Unternehmen gehören, tragen drei bis fünf Sterne. Im Geschäftsjahr 2022 erzielte die Hotelgruppe einen Umsatz von 186 Millionen Euro.

## Geschichte

### Anfänge
Die heutige Lindner Hotels AG wurde 1973 von Architekt und Ingenieur Otto Lindner in Düsseldorf unter dem Namen Rheinstern-Hotel GmbH & Co. KG gegründet. Das erste Hotel des Unternehmens war das heutige Lindner Congress Hotel am Düsseldorfer Seestern. Wenige Jahre später wurde im Schweizerischen Crans-Montana das erste Lindner-Hotel außerhalb Deutschlands eröffnet. Bis zur Jahrtausendwende folgten weitere Niederlassungen unter anderem in Oberstaufen, Leipzig, Leverkusen und am Düsseldorfer Flughafen. 1991 übernahm Otto Lindner, einer der fünf Söhne des Gründers, den Unternehmensvorsitz. Im Jahr 1999 holte er Andreas Krökel als Vorstand Operations, Sales & Marketing mit in den Vorstand. Seit 2019 gehört Frank Lindner, ein jüngerer Bruder von Otto Lindner, als Vorstand Architecture & Engineering zum Gesamtvorstand.

### Seit 2000
Seit der Jahrtausendwende wurden jährlich ein oder mehrere Hotels der Lindner-Gruppe eröffnet, so 2003 auf Mallorca. 2004 erwarb die Lindner AG das Main Plaza in Frankfurt am Main, das der Architekt Hans Kollhoff gestaltet hatte. 2009 eröffnete mit dem Lindner Park-Hotel Hagenbeck in Hamburg das erste Tierpark-Themenhotel. Im selben Jahr übernahm Lindner zwei Hotels und ein Feriendorf am Nürburgring. 2011 folgte mit dem Lindner Hotel & Sports Academy in Frankfurt ein weiteres Themenhotel, das gemeinsam mit dem Deutschen Turner-Bund realisiert worden war. 2016 eröffnete mit dem me and all hotel in Düsseldorf das erste einer Reihe von Boutique-Hotels. Im Mai 2022 hat Arno Schwalie die Unternehmensleitung als CEO übernommen. Im Oktober 2022 gab das Unternehmen eine strategische Zusammenarbeit mit einem Tochterunternehmen der Hyatt Hotels Corporations bekannt. Diese soll die Expansion des Unternehmens beschleunigen und Zugang zu neuen internationalen Kundengruppen ermöglichen.
Im Juni 2024 wurde die Tochtermarke "me and all Hotels" an Hyatt verkauft und vollständig von dieser übernommen.

## Nachhaltigkeit
Fast alle Lindner-Hotels sowie alle me and all hotels beziehen Ökostrom. Lindner setzt außerdem Blockheizkraftwerke und Fotovoltaikanlagen an mehreren Standorten für eine autarke Versorgung mit Energie und Wärme ein. Einige Hotels des Unternehmens bieten zudem Tankstellen für E-Bikes und Elektroautos.
Seit 2016 setzen sich die Lindner-Hotels mit United Against Waste e. V. gegen Lebensmittelverschwendung ein. An mehreren Standorten werden Lebensmittelüberschüsse über die Plattform Too Good To Go verkauft. Seit 2019 lässt die Lindner Hotels AG die Häuser beider Hotelmarken mit dem Green-Sign-Siegel zertifizieren.

## Auszeichnungen
- 1999 wurde Otto Lindner durch eine Fachjury zum Hotelier des Jahres der ahgz und des Deutschen Fachverlags gewählt.
- 2009 „Hotelimmobilie des Jahres“ für das Lindner Park-Hotel Hagenbeck in Hamburg[24]
- 2011 „Beliebtestes Hotel Deutschlands“ des Bewertungsportals Holidaycheck für das Lindner Park-Hotel Hagenbeck[25]
- 2013–2016 „Hospitality HR Award“ der Deutschen Hotelakademie[26]
- 2018 „Deutschlands Coolster Tagungsraum“ bei Tophotel für den Raum Seestern im Lindner Congress Hotel Düsseldorf
- 2019 „Bestes Golfhotel Deutschlands“ für das Lindner Hotel & Sporting Club Wiesensee[27]
- 2021 Auszeichnung der me and all hotels mit dem German Traveller Award als „Beste deutsche Boutique Hotelkette“[28]
- 2021 „Tophotel Newcomer Award“ für das me and all hotel Kiel[29]
- 2022 „Deutschlands Coolster Tagungsraum“ bei Tophotel für den Boardroom im me and all hotel hannover[30]